# Leonhard Lipka

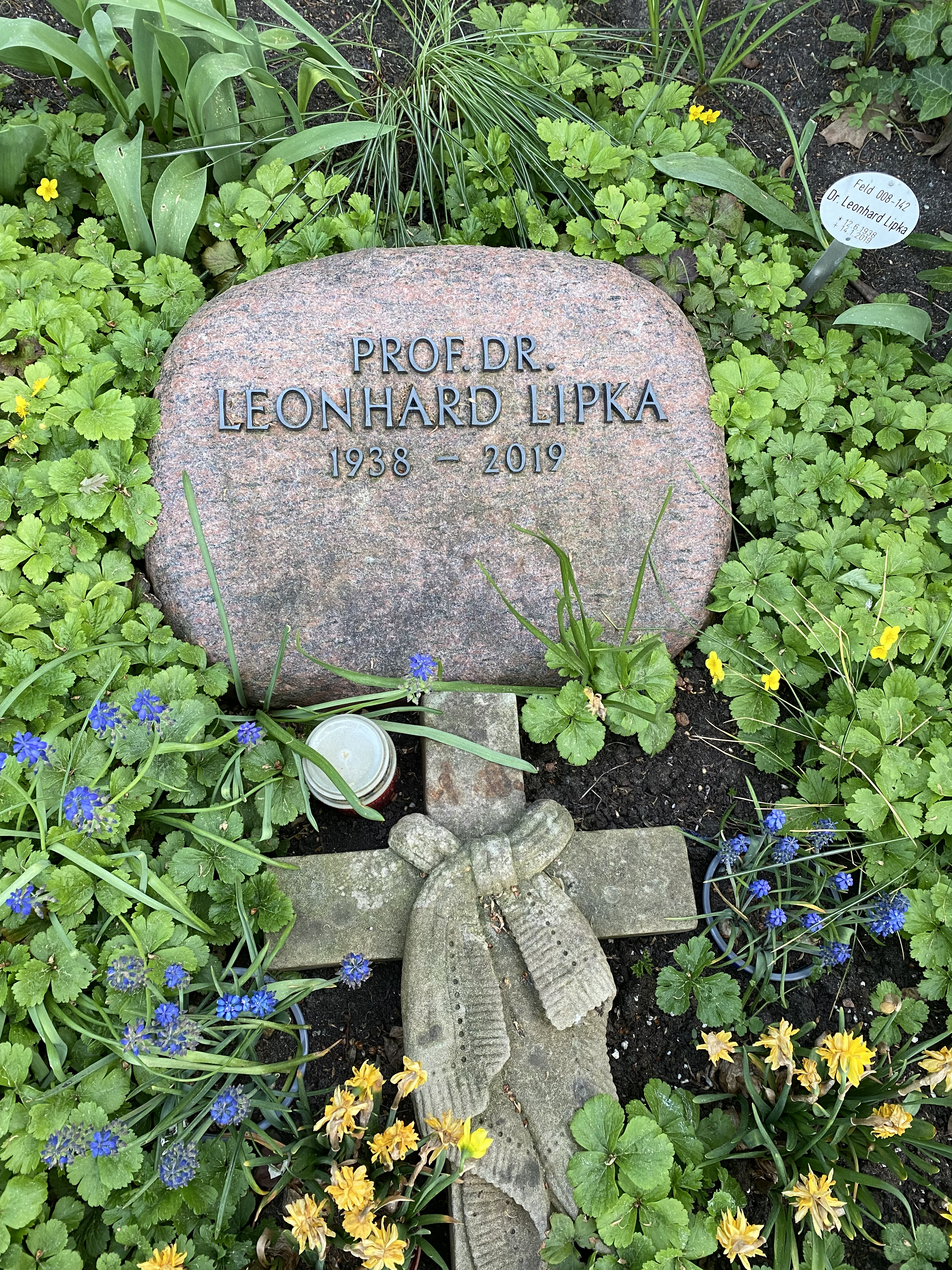
Grabstätte

Leonhard Lipka, auch Len Lipka, (* 12. Juni 1938 in Jägerndorf; † 14. Januar 2019) war ein deutscher Sprachwissenschaftler. 

## Leben
Lipka galt als einer der wichtigsten Vertreter von Hans Marchand, welcher Lipka in Tübingen beeinflusst hat und in den 1960er Jahren der linguistischen Tübinger Schule beizuordnen ist. Lipka war Professor für Englische Sprachwissenschaft in Frankfurt a. M. und Professor für Englische Philologie an der LMU München, an der er auch von 1995 bis 1997 die Funktion eines Dekans besetzte. Er publizierte vorwiegend in den Bereichen Semantik und Lexikologie. 2003 wurde er emeritiert.
Neben mehreren sprachwissenschaftlichen Publikationen im Bereich der englischen Lexikologie war er vor allem durch sein Studienbuch zum selbigen Thema bekannt.
Leonhard Lipka verstarb im Alter von 80 Jahren und wurde auf dem Berliner Friedhof Zehlendorf beigesetzt (Feld 008-142).